# Hadena moerens
Hadena moerens là một loài bướm đêm trong họ Noctuidae.